# کنش غیربیانی
کنشِ غیربیانی یا کنش منظوری یا کنشِ غیرمستقیمِ زبانی (به انگلیسی: Illocutionary Act) توسط آستین بنیانگذار نظریه کنش گفتاری مطرح شد و به معنای انجام گرفتن عملی به کمک یک پاره گفتار (Utterance) می‌باشد.
برای مثال هنگامیکه قول می‌دهیم، سؤال می‌پرسیم، فرمان یا اخطار می‌دهیم… به عبارتی گوینده از بیان یک گفتار منظوری را دنبال می‌کند.
به عنوان مثال، هنگام غذا خوردن بر سر سفره، وقتی یک نفر می‌گوید: «آن نمکدان نمک دارد؟»، بیانش برای دانستن این که «آیا در نمکدان نمک هست یا نه؟» نیست، بلکه علّت بیانش «لطفا نمکدان را به من بدهید تا به غذایم کمی نمک بزنم» است. یا هنگامی که به شخصی می‌گوییم «یک خرس پشت سرت است»، علّت بیان‌مان دادن هشدار به آن شخص برای فرار است.
کنش بیانی، کنش غیربیانی، کنش پسبیانی زمانی که بر اساس عملی که پاره گفتارها انجام می دهند آنها را تقسیم بندی می کنیم می توان به این نتیجه رسید که هر کدام ازپاره گفتارها به نوعی یک کنش گفتاری است و این ارزش عملکردی مستقل از ساختار دستوری و کلماتی است که در آن به کار رفته است. بنابراین می توان پاره گفتارها را بر اساس نقش آنها،و نه صورت شان، تقسیم بندی کرد. برای مثال، اگرچه دو پاره گفتار "پنجره را ببند" و "اینجا هوا سرده" به گونه ای متفاوت درخواست را بیان می کنند، اما هر دو درخواست هستند. این پاره گفتارها، کنش های بیانی خوانده می شوند. نیت یک کنش بیانی (Locutions)، کنش غیربیانی (Illocutionary act) نامیده می شود و هدف آن را نیروی غیربیانی (Illocutionary force) می خوانیم.  یک گوینده میتواند از کنشهای بیانی متفاوت برای رسیدن به یک هدف غیربیانی واحد استفاده کند، همانند مثالی که در باال گفته شد. و یا برعکس، یک گوینده میتواند از یک کنش بیانی برای مقاصد متفاوتی استفاده کند. (رجوع کنید به مقالۀ «مروری بر نظریه های کاربردشناسی»، ترجمۀ تریفه عزیزی)